# Ministerio del Poder Popular para la Educación Universitaria
El Ministerio del Poder Popular para la Educación Universitaria es uno de los órganos que conforman el gabinete ministerial del Poder Ejecutivo de Venezuela.
En septiembre de 2014 se anuncia la fusión del Ministerio del Poder Popular para Ciencia, Tecnología e Innovación y del Ministerio del Poder Popular para la Educación Universitaria para dar lugar al Ministerio del Poder Popular para la Educación Universitaria teniendo a Manuel Fernández como primer ministro. El 1 de abril de 2019 se anuncia su división a Ministerio de Educación Universitaria nuevamente, y su Ministra actual es Sandra Oblitas Ruzza (nombrada en el mes de octubre de 2021 por el Presidente

## Estructura del Ministerio
- Despacho del Viceministro/a para la Transformación Cualitativa de la Educación Universitaria
- Despacho del Viceministro/a para el Vivir Bien Estudiantil y la Comunidad Universitaria
- Despacho del Viceministro/a de Gestión Universitaria

## Ministros
| Ministros de Educación Universitaria de Venezuela |                              |                                             |                |
| Orden                                             | Nombre                       | Período                                     | Presidente     |
| 1                                                 | Héctor Navarro               | 2002 - 2004                                 | Hugo Chávez    |
| 2                                                 | Fabio Quijada                | 2004                                        | Hugo Chávez    |
| 3                                                 | Samuel Moncada               | 2004 - 2006                                 | Hugo Chávez    |
| 4                                                 | Luis Acuña                   | 2006 - 2010                                 | Hugo Chávez    |
| 5                                                 | Edgardo Ramírez              | 2010 - 2011                                 | Hugo Chávez    |
| 6                                                 | Yadira Córdova               | 2011 - 2013                                 | Hugo Chávez    |
| 7                                                 | Pedro Calzadilla             | 2013 - 2014                                 | Nicolás Maduro |
| 8                                                 | Ricardo José Menéndez Prieto | 2014                                        | Nicolás Maduro |
| 9                                                 | Jehyson Guzmán               | 2014 - 2017                                 | Nicolás Maduro |
| 10                                                | Hugbel Roa                   | 2017 - 2019                                 | Nicolás Maduro |
| 11                                                | César Trómpiz                | 12 de agosto de 2019 - 1 de junio de 2021   | Nicolás Maduro |
| 12                                                | César Trómpiz                | 1 de junio de 2021 -19 de octubre de 2021   | Nicolás Maduro |
| 13                                                | Tibisay Lucena               | 19 de octubre de 2021 - 12 de abril de 2023 | Nicolás Maduro |
| 14                                                | Sandra Oblitas               | 17 de abril de 2023 - 2024                  | Nicolás Maduro |
| 15                                                | Ricardo Sánchez Mujica       | 27 de agosto de 2024 -2025                  | Nicolás Maduro |
| 16                                                | Ricardo Sánchez Mujica       | 10 de enero de 2025 -                       | Nicolás Maduro |